# Università Nazionale di Timor Est
L'Università Nazionale di Timor Est (UNTL Universidade Nacional Timor Lorosa'e) Tetum Universidade Nasionál Timór Lorosa'e), è un'università pubblica di Timor Est, unica nel suo genere nel paese. Ha sede nella città di Dili, la capitale nazionale.
Fondata nel 2000, in seguito all'indipendenza della nazione, la sua storia può essere fatta risalire, attraverso la Facoltà di Scienze della Formazione, al periodo coloniale portoghese, quando apparvero i primi istituti superiori pubblici per insegnanti.
Con sei campus, nove college e sette centri di ricerca, è la più grande università timorese in termini di numero di studenti, professori universitari e budget. Formando l'élite intellettuale del paese, è anche un punto di riferimento nazionale per l'insegnamento, la ricerca e la divulgazione, i tre pilastri dell'istruzione superiore. Nel 2017, l'università è stata classificata dalla Webometrics Ranking of World Universities come la migliore università del suo paese.

## Facoltà
È un'università multilingue, essendo il più grande centro di ricerca in Tetum, una delle due lingue ufficiali di Timor Est, ma le sue lezioni sono tenute principalmente in portoghese.

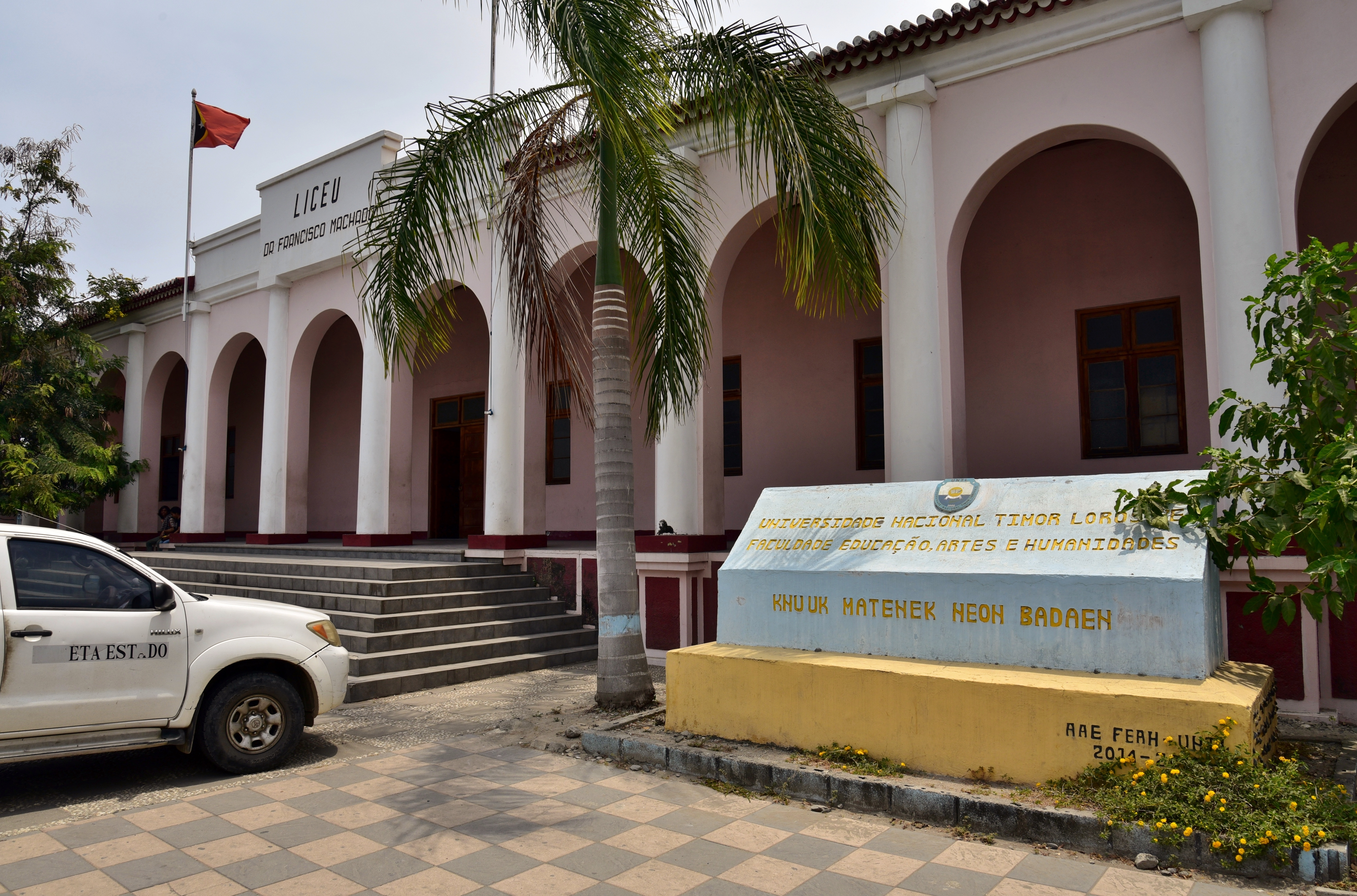
Facoltà di Scienze della Formazione, Lettere e Umanità, Liceu Dr. Francisco Machado, nel 2018

Nel 2016, i corsi di istruzione superiore erano 37, organizzati in nove facoltà:
- Facoltà di Agraria: con sede presso il Campus Centrale;
- Facoltà di Scienze Esatte: con sede presso il Campus di Balide;
- Facoltà di Scienze Sociali: con sede presso il Campus di Caicoli;
- Facoltà di Giurisprudenza: con sede presso il Campus Centrale;
- Facoltà di Economia e Management: con sede presso il Campus dell'Escola Engenheiro Canto Resende;
- Facoltà di Scienze della Formazione, Lettere e Umanità: considerata erede della Scuola di Formazione Magistrale Engenheiro Canto Resende (quindi la più antica istituzione organica di questa università), ha sede presso il Campus del Liceu Dr. Francisco Machado. A questa facoltà sono collegati anche tre enti, ovvero:
  - Istituto Nazionale di Linguistica (INL): tra le altre iniziative, promuove lo sviluppo del Tetum, una delle due lingue ufficiali del Paese; ** Centro di Lingua Portoghese (CLP): oltre a insegnare la lingua portoghese presso l'UNTL, è l'ente regolatore della variante portoghese di Timor Est;
  - Centro di Lingua Inglese (CLI): dedicato all'insegnamento e alla diffusione della lingua inglese all'interno dell'UNTL.
- Facoltà di Ingegneria, Scienze e Tecnologia: con sede presso il Campus di Hera;
- Facoltà di Filosofia: supplente della Facoltà di Filosofia, situata presso il Campus Centrale;
- Facoltà di Medicina e Scienze della Salute: con sede presso il Campus di Caicoli.